# The Crow: City of Angels
The Crow: City of Angels är en amerikansk superhjältefilm från 1996 i regi av Tim Pope, samt en uppföljare till filmen The Crow från 1994. Filmen, som precis som den förra filmen, är baserad på James O'Barrs serietidning The Crow, hade biopremiär i USA den 30 augusti 1996. Huvudrollen i filmen spelas av den schweiziske skådespelaren Vincent Pérez.
I Sverige gavs filmen ut på VHS i februari 1997 (exakt datum saknas), med Scanbox som ansvarig utgivare. Man har även visat denna film två gånger på TV4, detta under år 1999 och 2000.
År 2000 släpptes uppföljaren The Crow: Salvation, som är den tredje filmen i The Crow-serien.

## Handling
Filmens handling kretsar mestadels kring mekanikern Ashe Corven, som tillsammans med sin åttaårige son Danny, blir mördad av droghandlaren Judah Earl och hans otroligt hänsynslösa gäng i Los Angeles, detta efter att båda har bevittnat ett mord på en annan knarklangare. Ashe återuppstår sedan från sin död, genom att en mystisk beskyddare till kråka dyker upp och ger honom övernaturliga krafter, vilket därmed gör honom till den nya "The Crow". Tillsammans med en kvinna vid namn Sarah Mohr, bestämmer han sig för att hämnas på de människor som tog livet av honom och hans son. Men det han inte vet, är att Judah Earl (den siste mördaren) har upptäckt en stor svaghet hos honom, vilket kan komma att förgöra honom för alltid.

## Rollista (i urval)
- Vincent Pérez – Ashe Corven / The Crow
- Mia Kirshner – Sarah Mohr
- Richard Brooks – Judah Earl
- Thuy Trang – Kali
- Iggy Pop – "Curve"
- Thomas Jane – "Nemo"
- Vincent Castellanos – "Spider Monkey"
- Eric Acosta – Danny Corven
- Beverley Mitchell – Grace
- Ian Dury – Noah
- Alan Gelfant – Bassett
- Kerry Rossall – Zeke
- Deftones – sig själva